# 吳光翰
吴光翰（1563年12月23日—17世紀），字宪甫，號十洲，浙江温州府永嘉县人，明朝政治人物。

## 生平
万历二十二年（1594年）甲午科浙江乡试第七名亞魁，二十九年（1601年）辛丑科進士，通政司觀政，三十年初授龙溪县知县，丁憂未赴。三十二年起補上津县知县。